# Omohide Poro Poro
Only Yesterday (おもひ で ぽろぽろ Omohide Poro Poro, lit. "ký ức đổ về" ) là một phim hoạt hình công chiếu năm 1991 bộ phim truyền hình phim đạo diễn bởi Isao Takahata, dựa trên manga cùng tên của Okamoto Hotaru và Tone Yuko. Toshio Suzuki sản xuất bộ phim và Studio Ghibli thực hiện. Nó đã được phát hành vào ngày 20 tháng 7 năm 1991  Bài hát chủ đề kết thúc (愛 は 花, 君 は その 種子 Ai wa Hana Kimi wa sono Tane, thắp sáng." Tình yêu là một bông hoa, bạn là hạt giống của nó ") là một bản dịch tiếng Nhật bài hát của Amanda McBroom, " The Rose. "
"Chỉ còn là hôm qua" là một trong số các bộ phim hoạt hình tiến bộ ở chỗ nó khám phá một thể loại được cho là bên ngoài lĩnh vực của các đối tượng hoạt hình. Trong trường hợp này thực tế giống như drama cho người lớn, đặc biệt là khán giả nữ. Dù vậy, bộ phim là một sự thành công bất ngờ, thu hút một lượng lớn khán giả trưởng thành cà nam và nữ.

## Tóm tắt
Bối cảnh trong phim diễn ra vào năm 1982. Nhân vật nữ chính, Taeko, 27 tuổi, là một cô gái sinh ra và lớn lên ở Tokyo. Cô là một viên chức bình thường, sống độc thân và không mấy hứng thú với công việc. Cuộc sống của Taeko trôi qua tẻ nhạt và bình lặng cho đến khi cô xin nghỉ phép một thời gian để về nông thôn giúp anh rể thu hoạch hoa rum (safflower- một loại hoa màu nghệ dùng để nhuộm vải). Trong suốt chuyến đi, những ký ức tuổi thơ về năm cuối tiểu học tràn ngập trong cô. Những mảnh ký ức cùng những việc xảy ra ở vùng quê này đã làm thay đổi hoàn toàn cuộc sống tẻ nhạt của Taeko.

## Diễn viên lồng tiếng
- Taeko Okajima (岡島 タエ子 Okajima Taeko?) - Miki Imai
- Toshio (トシオ?) - Toshirō Yanagiba
- Taeko lúc là học sinh lớp 5 - Yōko Honna
- Mẹ của Taeko - Michie Terada
- Cha của Taeko - Masahiro Itō
- Bà Nội của Taeko - Chie Kitagawa
- Chị gái thứ hai Yaeko (ヤエ子?) - Yuki Minowa
- Chị gái đầu Nanako (ナナ子?) - Yorie Yamashita

## Ngày phát hành
- Đức - Phát hành vào ngày 06 tháng 6 năm 2006, dưới tiêu đề "Tränen der Erinnerung" ( Tears of Memory ") -" Only Yesterday "(Universum Film GmbH).[7]
- Úc - Phát hành vào ngày 11 tháng 10 năm 2006 (Madman Entertainment) [8]
- Vương quốc Anh - Phát hành vào ngày 04 tháng 9 năm 2006 (Optimum Releasing) [9]
- Hoa Kỳ - Bộ phim vẫn là sân khấu Studio Ghibli tính năng chưa được phát hành trên video gia đình ở Hoa Kỳ hoặc Canada, mặc dù một phiên bản phụ đề của bộ phim được phát sóng và Turner Classic Movies trong tháng 1 năm 2006, như một phần của chào tháng dài của kênh Miyazaki và Ghibli. Nhà phát hành video của bộ phim và quyền phân phối ở Bắc Mỹ thuộc về Disney [10] Tính đến tháng 9 năm 2011, nó đã được không được dự kiến phát hành vào thị trường video gia đình ở Bắc Mỹ [11]

Bộ phim đã được phát hành vào Blu-ray tại Nhật Bản vào ngày 05 tháng 12 năm 2012.

## Đánh giá
Only Yesterday là phim có doanh thu cao nhất trên thị trường phim vào năm 1991 ở Nhật Bản, với 1,87 triệu yên.